# La Laguna, Morelos
La Laguna är en ort i Mexiko.   Den ligger i kommunen Yautepec och delstaten Morelos, i den sydöstra delen av landet, 60 km söder om huvudstaden Mexico City. La Laguna ligger 1 404 meter över havet och antalet invånare är 156.
Terrängen runt La Laguna är kuperad åt nordväst, men åt sydost är den platt. Runt La Laguna är det mycket tätbefolkat, med 1 361 invånare per kvadratkilometer. Närmaste större samhälle är Cuernavaca, 13,3 km väster om La Laguna. Omgivningarna runt La Laguna är en mosaik av jordbruksmark och naturlig växtlighet.